# Nuckolls County
Nuckolls County is een county in de Amerikaanse staat Nebraska.
De county heeft een landoppervlakte van 1.490 km² en telt 5.057 inwoners (volkstelling 2000). De hoofdplaats is Nelson.

## Bevolkingsontwikkeling

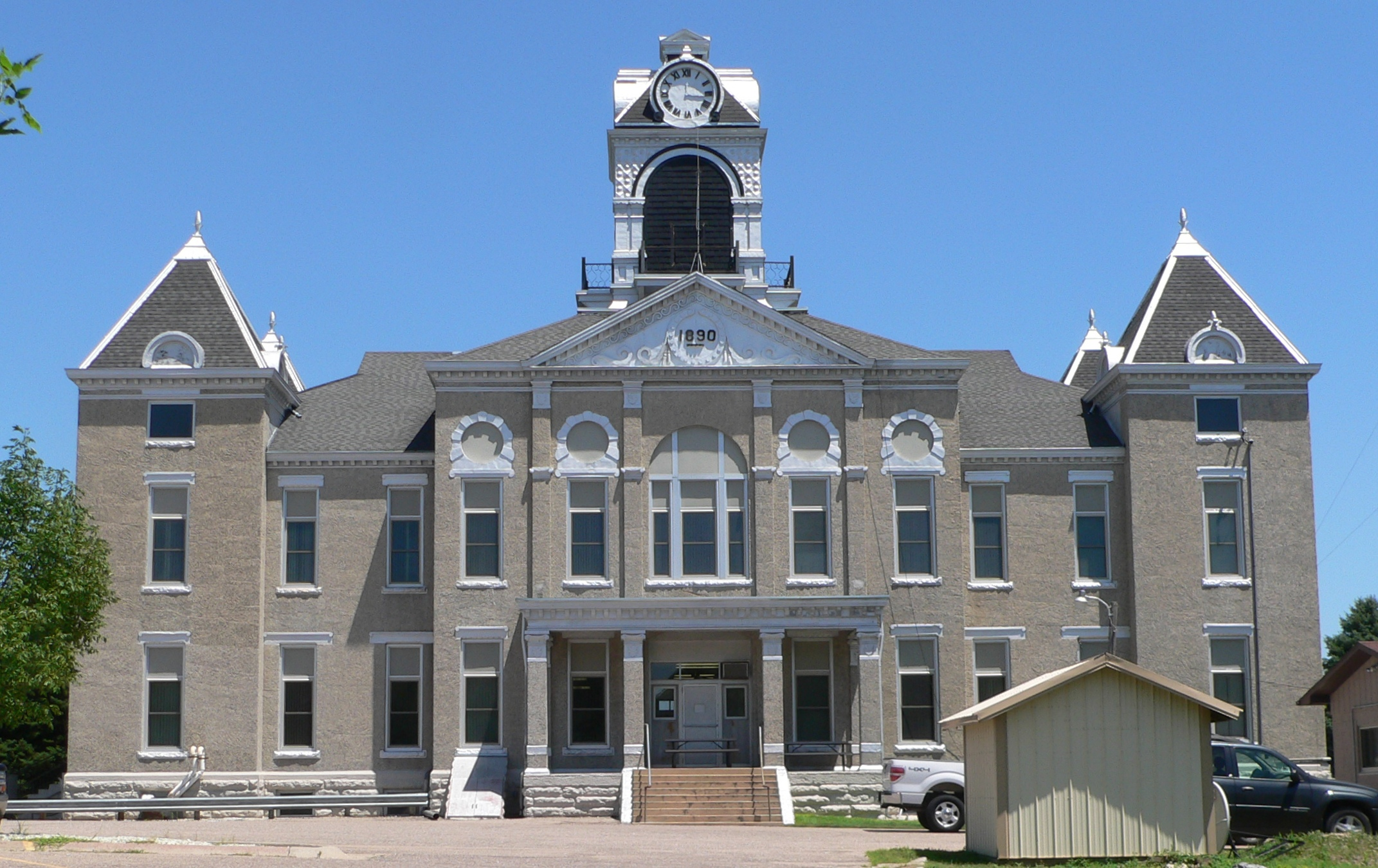
Nuckolls County Courthouse